# John Robert Vane
John Robert Vane (Tardebigge, Inglaterra; 29 de marzo de 1927 - Farnborough, 19 de noviembre de 2004) fue un científico británico. Estudió farmacología en la Universidad de Birmingham y en la Universidad de Oxford.
Obtiene el Premio Nobel de Fisiología o Medicina en 1982, compartido con Sune Karl Bergström y Bengt Samuelsson, por sus trabajos sobre las prostaglandinas. Su aporte es el descubrimiento de la prostaciclina. También describió que ciertas sustancias como el ácido acetilsalicílico ejercen su efecto a través del bloqueo de estas sustancias.

## Biografía
Nacido en Tardebigge, Worcestershire, John Vane fue uno de tres hijos y creció en los suburbios de Birmingham. Su padre, Maurice Vane, era hijo de inmigrantes judíos rusos y su madre, Frances Vane, procedía de una familia de agricultores de Worcestershire. Asistió a una escuela estatal local desde los 5 años, antes de pasar a la Escuela King Edward en Edgbaston, Birmingham. 
Durante sus estudios de pregrado, Vane se desencantó de la química pero aún disfrutaba de la experimentación. Cuando Harold Burn le pidió a Maurice Stacey , el profesor de química en Birmingham, que recomendara a un estudiante para ir a Oxford y estudiar farmacología, Vane aprovechó la oportunidad y se mudó al departamento de Burn en 1946. Bajo la guía de Burn, Vane encontró motivación y entusiasmo para la farmacología, escribe: "[el] laboratorio se convirtió gradualmente en el centro más activo e importante de investigación farmacológica del Reino Unido y en la principal escuela de formación de jóvenes farmacólogos".